# Liste de jeux vidéo de moto
La liste de jeux vidéo de moto répertorie les jeux vidéo de moto, de motoGP ou de moto-cross, classés par ordre alphabétique.
- Haut – A
- B
- C
- D
- E
- F
- G
- H
- I
- J
- K
- L
- M
- N
- O
- P
- Q
- R
- S
- T
- U
- V
- W
- X
- Y
- Z

## 0-9
- 500cc Grand Prix

## A
- American Chopper 2: Full Throttle
- Asphalt 8: Airborne

## B
- Baribari Legend
- BC Racers
- Big Air Freestyle
- Bike or Die!

## C
- Castrol Honda Superbike 2000
- Castrol Honda Superbike Racing
- Castrol Honda SuperBike World Champions
- Castrol Honda VTR
- Combo Racer[1] (jeu de side-car)
- Cool Riders
- Crazee Rider
- Crazy Bikers
- Cyber Cycles
- The Cycles: International Grand Prix Racing

## D
- Dakar Moto
- Draft:SBK Generations
- Ducati: 90th Anniversary

## E
- Eddie Kidd Jump Challenge
- Elasto Mania
- Endurance (1986, Amstrad CPC[2], ZX Spectrum[3], réédité uniquement sur Amstrad CPC en 1988 sous le titre TT Racing Simulator[4],[5])
- Enduro Racer
- Excitebike
- Excitebike 64
- Excitebike: World Rally

## F
- Freekstyle
- Freestyle MetalX
- Full Throttle
- Futut Bike Simulator[6]

## G
- Gizmondo Motocross 2005
- GP Rider[7]
- GP-1
- GP-1: Part II
- GP500
- GP500 II[8]
- Grand Theft Auto IV: The Lost and Damned

## H
- Hang-On
- Harley-Davidson[9]
- Harley-Davidson & L.A. Riders
- Harley-Davidson: Race Across America
- Harley-Davidson: Wheels of Freedom
- Highway Rider

## J
- Jeremy McGrath Supercross 98
- Jeremy McGrath Supercross 2000
- Jeremy McGrath Supercross World
- Joe Danger
- Joe Danger 2: The Movie
- Jumping Cross

## K
- Kawasaki Superbike Challenge
- Kikstart 2

## L
- LocoCycle

## M
- Maniac Racers Advance
- Moto Racer
- Moto Racer Advance
- Moto Racer 4
- Motobike[10]
- Motocross (1983)
- Motocross (1989)
- Motocross Championship
- Motocross Madness
- Motocross Madness 2
- Motocross Maniacs
- MotoGP '06
- MotoGP '07
- MotoGP '08
- MotoGP
- MotoGP
- MotoGP 2[11]
- MotoGP 3
- MotoGP: Ultimate Racing Technology
- MotoGP 2: Ultimate Racing Technology 3
- MotoGP 3: Ultimate Racing Technology
- MotoGP 4
- MotoGP 09/10
- MotoGP 13
- MotoGP 14
- MotoGP 15
- MotoGP 17
- MotoGP 2
- Motor Raid
- MX vs. ATV
- MX vs. ATV Alive
- MXGP The Official Motocross Videogame

## N
- Nitrobike

## R
- Racing Damashii
- Racing Hero
- Redline Racer
- Ride
- Ride to Hell: Retribution
- Rider's Spirit[12]
- Road Rash
- Road Rash 3 : Tour de force
- Road Rash 3D
- Road Rash 64
- Road Rash II
- Road Rash: Jailbreak
- RVF Honda[13]

## S
- SBK 2011
- SBK X: Superbike World Championship
- SBK-07: Superbike World Championship
- SBK-08: Superbike World Championship
- SBK-09: Superbike World Championship
- Super Burnout
- Supercross the game
- Super Hang-On
- Super Mad Champ
- Superbike 2001
- Supercross 3D
- Supercross 2000
- Suzuka 8 Hours
- SX Superstar

## T
- Test Drive Cycles
- Top Gear Hyper Bike
- Trials 2: Second Edition
- Trials Evolution
- Trials Fusion
- Trials HD
- Manx TT Superbike
- Tourist Trophy: The Real Riding Simulator
- TT Racer (1986, Amstrad CPC[14],[15], ZX Spectrum[16],[17])
- TT Racing Simulator
- TT Isle of Man: Ride on the Edge
- TT Racer
- TT Superbikes: Real Road Racing

## U
- Urban Trial Freestyle

## V
- Valentino Rossi: The Game

## X
- X-Moto

## W
- WGP Real Race Feeling (Taito, arcade, 1990)

## Y
- Yamaha Supercross